# Turan (mytologi)

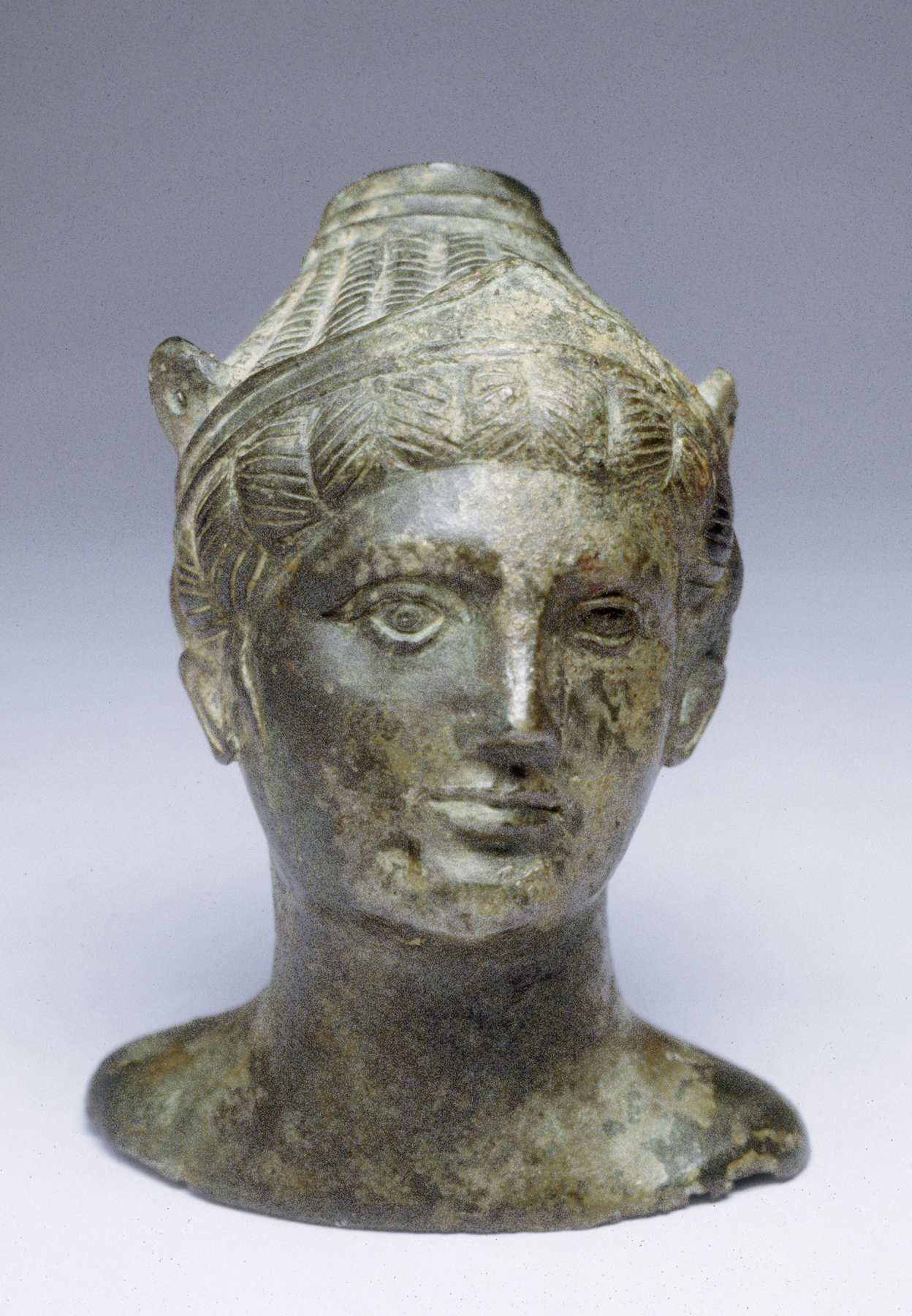
Turan

Turan var kärlekens, fruktbarhetens och vitalitetens gudinna i den etruskiska mytologin. Hon identifierades av etruskerna med grekernas Afrodite och romarnas Venus. 
Liksom sin grekiska motsvarighet associerades hon med svanar, gäss och duvor. Hon avbildades ofta som en bevingad flicka, till en början påklädd, men i senare tid ofta naken, och tillsammans med sin älskare Atunis (Adonis). Det är inte känt huruvida hon ursprungligen var etruskisk. Hennes namn har föreslagits betyda Härskarinna eller Duva. Hon hade ett tempel i staden Graviscae. Hon var också skyddsgudinna för staden Volci.
Den etruskiska månaden juli fick sitt namn efter henne: Traneus.